# Jim Turner (homme politique)
Pour les articles homonymes, voir Turner.
James Turner dit Jim, né le 6 février 1946 à Fort Lewis, est un homme politique américain, représentant démocrate du Texas à la Chambre des représentants des États-Unis de 1997 à 2005.